# Jeanette Fitzsimons

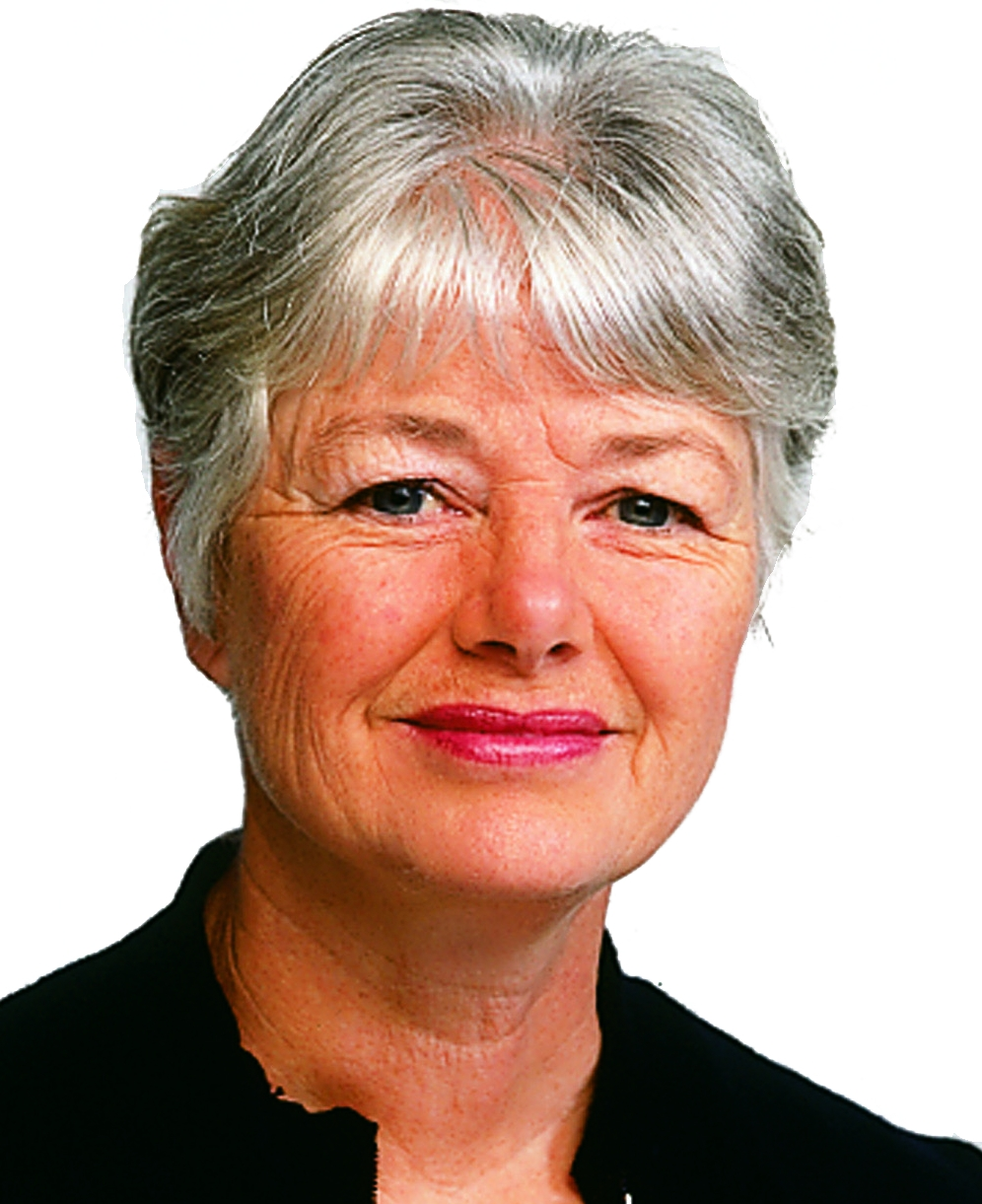
Jeanette Fitzsimons (2004)

Jeanette Mary Fitzsimons (CNZM), CNZM (* 17. Januar 1945 in Dunedin; † 5. März 2020 in Thames) war eine neuseeländische Politikerin und Umweltschützerin. Sie war die Sprecherin und Vorsitzende der Green Party of Aotearoa New Zealand und von Oktober 1996 bis Februar 2010 Mitglied des Parlaments von Neuseeland.

## Ausbildung und Privates
Jeanette Fitzsimons wurde am 17. Januar 1945 in Dunedin, Otago, geboren, studierte Lehramt und absolvierte ihren Bachelor und anschließend ihr Diploma of Teaching (Dip Tchg). Sie war verheiratet mit Harry Parke, hatte zwei Söhne, Mark und Jeremy, und betrieb eine ökologische Farm im Kauaeranga Valley nahe Thames  auf der Coromandel Peninsula.

## Berufliche Karriere
Sie arbeitete als Schullehrerin, Lehrerin für Fremdsprachen, als Freelancer und war als Volontärin in verschiedenen Umweltorganisationen NGOs tätig. Von Anfang der 1970er bis zum Jahr 1974 war sie im Bereich der Entwicklungshilfe für internationale Organisationen in Genf in der Schweiz tätig.
Von 1980 bis 1992 lehrte sie am Department of Planning, der University of Auckland im Bereich Umweltforschung und Energieplanung. Während dieser Zeit publizierte sie über die Aspekte von Energie- und Transportplanung, Management von Gefahrstoffen, Klimawandel, Ressourcen-Management und Konsumverhalten in Bezug auf die Öffentliche Ordnung. Auch arbeitete sie als Beraterin für lokale und regionale Gebietskörperschaften sowie für die Regierung, um eine Gesetzesvorlage für den Land Transport Management Act zu entwickeln.

## Politische Karriere
Jeanette Fitzsimons politische Karriere begann im Jahr 1974 mit dem Eintritt in die im Mai 1972 in Wellington gegründete Values Party, von der manche sagen, dass sie die erste Grüne Partei der Welt gewesen sei. Fitzsimons wurde ihre energiepolitische Sprecherin, die  Funktion hatte  sie von 1977 bis 1982 inne. In den Wahljahren 1978 und 1981 kandidierte  sie für das House of Representatives.
Als sich im Mai 1990 aus der Value Party und Grünen Gruppen die Green Party of Aotearoa New Zealand bildete, wurde sie Mitglied in der Partei. Nachdem die Grüne Partei im selben Jahr bei den Parlamentswahlen trotz der erreichten 6,8 % wegen des damaligen Wahlrechts keinen Sitz bekam, entschied man sich für ein Bündnis mit anderen Parteien. 1991 ging die Grüne Partei eine Vier-Parteien-Koalition (NewLabour, Democrats, Green and Mana Motuhake) ein, die unter dem Parteinamen Alliance auftrat. Fitzsimons war von 1992 bis 1999 stellvertretende Vorsitzende der Partei. In der Wahl des Jahres 1993 bekam die Allianz mit 18,2 % 2 Sitze im Parlament.
1996 erhielt die Allianz auf Grund des neuen Wahlrechts, bei dem kleineren Parteien ihrem Wähleranteil entsprechend mehr Sitze im Parlament bekamen, mit 11,3 % der Stimmen 13 Sitze, und Jeanette Fitzsimons gewann einen davon. Bis zu ihrem Rücktritt im Februar 2010 war sie ohne Unterbrechung Mitglied des House of Representatives. 1995 wurde sie zur zweiten gleichberechtigten Vorsitzenden der Green Party gewählt. Als zur Wahl 1999 die grüne Partei die Allianz verließ, trat sie als Kandidatin für die Green Party an und gewann einen der sieben Sitze. Sie war 1999 die einzige Abgeordnete der Grünen, die mit dem Gewinn im Wahlbezirk Coromandel ein Direktmandat bei Wahlen ins Repräsentantenhaus erlangte, 2020 gefolgt von Chlöe Swarbrick im Wahlbezirk Auckland Central.
Neben zahlreichen Aufgaben als Sprecherin ihrer Partei war sie im Parlament
- vom 4. März 1997 bis zum 19. Oktober 1999 Mitglied des Transport and Environment Committee
- vom 21. Dezember 1999 bis zum 11. August 2005  Vorsitzende des Local Government and Environment Committee
- vom 16. November 2005 bis zum 3. Oktober 2008 Mitglied des Finance and Expenditure Committee
- vom 13. September 2006 bis zum 3. Oktober 2008 Mitglied des Officers of Parliament Committee
- vom 9. Dezember 2008 bis zum 31. August 2009 Mitglied des Emissions Trading Scheme Review Committee und
- vom 9. Dezember 2008 bis zum 11. Februar 2010 Mitglied des Transport and Industrial Relations Committee

## Rücktritt
In Vorbereitung auf ihren Rückzug aus dem Parlament übergab Fitzsimons bereits im Juni 2009 ihre Position als gleichberechtigte Parteivorsitzende an ihre gewählte Nachfolgerin Metiria Turei. Sie trat am 10. Februar 2010 mit ihrer Abschiedsrede im Parlament von der parlamentarischen Bühne ab, nicht aber von der politischen Bühne. Nach einer sechsmonatigen Pause wollte sie ihre Entscheidung über ihre weitere politische Arbeit bekanntgeben. Außerdem gab sie seinerzeit an, mehr Zeit auf ihrer Farm und mit ihren Enkelkindern verbringen zu wollen.
Fitzsimons starb am 5. März 2020 in einem Krankenhaus in Thames auf der Coromandel Peninsula.

## Ehrungen
- 2010 – Companion of New Zealand Order of Merit[10]